# Dryobota occlusa
Dryobota occlusa är en fjärilsart som beskrevs av Jacob Hübner 1827. Dryobota occlusa ingår i släktet Dryobota och familjen nattflyn. Inga underarter finns listade i Catalogue of Life.